# Who Goes There?
¿Quién anda ahí? es una novela corta de ciencia ficción y de terror escrita por John W. Campbell bajo el seudónimo de Don A. Stuart y publicada en agosto de 1938 en la revista Analog Science Fiction and Fact. En 1973, el relato fue votado por la Asociación de escritores de ciencia ficción y fantasía de Estados Unidos como uno de los mejores relatos de ciencia ficción.

## Argumento
Un grupo de investigadores de una base científica de la Antártida descubren una nave espacial y un extraterrestre enterrado en el hielo. Tratan de descongelar el interior de la nave espacial con cargas de termita, pero terminan destruyéndola accidentalmente cuando el casco de magnesio de la nave se enciende en llamas. Sin embargo, recuperan al extraterrestre piloto, que los investigadores creen que buscaba calor cuando se congeló al salir de su vehículo. La descongelación revive al extraterrestre, un ser con la capacidad biológica de copiar la forma, los recuerdos y la personalidad de cualquier ser viviente que devora. Inmediatamente infecta al físico de la estación, un hombre llamado Connant, y a un perro de trineo el cual lo ataca. El grupo consigue matar al extraterrestre una vez que se convierte en el perro.
Los investigadores tratan de averiguar quién puede haber sido sustituido por el extraterrestre, al que se refieren simplemente como la cosa, y luego destruir los sustitutos antes de que puedan escapar e infectar al resto del mundo. En última instancia, se dan cuenta de que incluso pequeños fragmentos de los extraterrestres se comportan como organismos independientes, y utilizan esta debilidad para probar qué hombres se han infectado tomando muestras de sangre de todo el mundo en un tubo de ensayo y haciendo contacto con un alambre caliente. Se prueba la sangre de cada hombre, y matan al donante de inmediato si su sangre retrocede o se resiste al alambre. 
La cosa original (sin el conocimiento de los investigadores) había tomado el control del Doctor Blair, quien había realizado la autopsia al extraterrestre. Al tener una crisis nerviosa, cuando descubrió la capacidad de la criatura, el grupo lo había aislado en una pequeña cabaña de la base. Con los monstruos del interior de la base destruidos, los supervivientes entran en el lugar para encontrar y matar al ser que había sustituido a Blair.

## Adaptaciones al cine y al cómic
Esta narración fue llevada al cine en 1951 bajo el título The Thing from Another World, conocido en los países de habla hispana como El enigma de otro mundo dirigida por Christian Nyby y producida por Howard Hawks, y en 1982 La cosa de John Carpenter.
En 2011 Matthijs van Heijningen Jr. dirigió una precuela de la película de Carpenter también titulada La cosa.
Cabe destacar la libre adaptación al cómic del relato original de John W. Campbell que publicó la editorial E.C.cómic en diciembre de 1952 en el Nº 16 de la revista Weird Fantasy titulado "The green thing"